# Miyu Sasaki
Miyu Sasaki (佐々木みゆ, Sasaki Miyu) est une actrice japonaise née le 21 juin 2011 à Tokyo. Elle est connue pour son premier rôle dans Une affaire de famille, Palme d'or 2018,. 

## Filmographie

### Au cinéma
- 2018 : Une affaire de famille (万引き家族, Manbiki kazoku?) de Hirokazu Kore-eda :  Yuri Hojo / Rin

### À la télévision
- 2017 : Samurai Gourmet (野武士のグルメ, Nobushi no gurume?) (série télévisée, épisode 5)